# Pyne Glacier
Pyne Glacier är en glaciär i Antarktis. Den ligger i Östantarktis. Nya Zeeland gör anspråk på området. Pyne Glacier ligger 927 meter över havet.
Terrängen runt Pyne Glacier är varierad. Trakten är obefolkad. Det finns inga samhällen i närheten. 